# Collix puncticulata
Collix puncticulata là một loài bướm đêm trong họ Geometridae.